# FCルメッツァーネ
FCルメッツァーネ（Football Club Lumezzane）は、イタリアのロンバルディア州ルメッツァーネを本拠地とするサッカークラブチームである。2023-24シーズンはセリエC・ジローネAに所属している。

## 歴史
創立以来、長年にわたって地域リーグレベルのチームだったが、1993-94シーズンにクラブ史上初のセリエC2昇格を果たす。1997-98シーズンにはセリエC1に昇格し、1997-98、1998-99、2003-04シーズンにはプレイオフに進出したが、初のセリエB昇格は果たせなかった。
1946年の創設以来、ACルメッツァーネと名乗ってきた。2017-18シーズンにセリエDから降格するとクラブは解散し、その後別のクラブがFCルメッツァーネV.G.Z.と改名しACルメッツァーネの後継クラブであるとし、元のクラブのロゴや資産を買い取った。2021年、現在のクラブ名に改名。
マリオ・バロテッリがキャリアをスタートさせたクラブとして知られる。

## タイトル

### 国内タイトル
- コッパ・イタリア・レガ・プロ：1回
  - 2009-10

### 国際タイトル
なし

## 過去の成績
- 2000-01 セリエC1・ジローネA 8位
- 2001-02 セリエC1・ジローネA 7位
- 2002-03 セリエC1・ジローネA 9位
- 2003-04 セリエC1・ジローネA 2位
- 2004-05 セリエC1・ジローネA 11位
- 2005-06 セリエC1・ジローネA 16位 プレイアウトによりC2降格
- 2006-07 セリエC2・ジローネA 14位
- 2007-08 セリエC2・ジローネA 4位 プレイオフによりC1昇格
- 2008-09 レガ・プロ・プリマ・ディヴィジオーネ・ジローネA 10位
- 2009-10 レガ・プロ・プリマ・ディヴィジオーネ・ジローネA 6位
- 2010-11 レガ・プロ・プリマ・ディヴィジオーネ・ジローネA 7位
- 2011-12 レガ・プロ・プリマ・ディヴィジオーネ・ジローネA 8位
- 2012-13 レガ・プロ・プリマ・ディヴィジオーネ・ジローネA 9位
- 2013-14 レガ・プロ・プリマ・ディヴィジオーネ・ジローネA 14位
- 2014-15 レガ・プロ・ジローネA 18位
- 2015-16 レガ・プロ・ジローネA

## 歴代監督
- マリオ・ベレッタ 1998-1999
- ジュゼッペ・ピッロン 2000
- レオナルド・メニキーニ 2008-2010
- ダヴィデ・ニコーラ 2010-2012

## 歴代所属選手

### DF
- マルコ・カッセッティ 1998-2000

### MF
- クリスティアン・ブロッキ 1997-1998
- アンドレア・コッス 1999-2001
- アイモ・ディアーナ 2011-2012

### FW
- シモーネ・インザーギ 1996-1997
- マリオ・バロテッリ 2001-2007（下部組織所属を含む）
- アレッサンドロ・マトリ 2005-2006